# Lauf an der Pegnitz
Lauf an der Pegnitz je obec nedaleko Norimberka. Je správním centrem okresu Norimbersko v Bavorsku. Stojí zde hrad Lauf vybudovaný Karlem IV.

## Poloha

### Městské části
Lauf se skládá z 29 městských částí:
| - Beerbach - Bullach - Dehnberg - Egelsee - Gaisreuth - Günthersbühl - Heuchling - Hub - Höflas - Kohlschlag | - Kotzenhof - Kuhnhof - Lauf - Letten - Nessenmühle - Neunhof - Nuschelberg - Oedenberg - Rudolfshof - Sankt Kunigunda | - Schönberg - Seiboldshof - Simmelberg - Simonshofen - Tauchersreuth - Veldershof - Vogelhof - Weigenhofen - Wetzendorf |